# Zgornja Nova vas
Zgornja Nova vas – wieś w Słowenii, w gminie Slovenska Bistrica. W 2018 roku liczyła 75 mieszkańców.